# Euphranta scutellata
Euphranta scutellata är en tvåvingeart som beskrevs av Malloch 1939. Euphranta scutellata ingår i släktet Euphranta och familjen borrflugor. Inga underarter finns listade i Catalogue of Life.